# Горишка базилика (Виница)
Вижте пояснителната страница за други значения на Горица.
Горишка базилика (на македонска литературна норма: Горишка базилика) е раннохристиянска православна базилика, чиито руини са открити край градчето Виница, Северна Македония. Около базиликата има късноантично селище.

## Местоположение
Горишката базиликасе намира в местността Горица на 1,5 km северозападно от Виница, на тераса, която се спуска плавно към левия бряг на Брегалница, с площ от около 1 ha.

## Описание
На мястото са намерени фрагменти от керамични съдове и строителен материал. От 1984 до 1989 година Музеят на Македония извършва защитни разкопки, по време на които са открити основите на малка трикорабна базилика с нартекс и две странични помещения, както и останки от основи от други сгради. Стените на базиликата са запазени в основните части, високи до 1 m и са изградени от речен и ломен камък с варов хоросан. При разкопките са открити фрагменти от красива каменна архитектурна пластика – кръстове, гълъби и други християнски мотиви.
На 27 януари 1984 година базиликата е обявена за паметник на културата.